# Gora Semevskogo
Gora Semevskogo (englische Transkription von russisch Гора Семевского Gora Semewskowo) ist ein Nunatak der Pensacola Mountains im westantarktischen Queen Elizabeth Land. Er ragt südöstlich des Wall Rock in den Schmidt Hills der Neptune Range auf.
Russische Wissenschaftler benannten ihn. Der Namensgeber ist nicht überliefert.